# الغزو المغولي لبلغاريا وصربيا

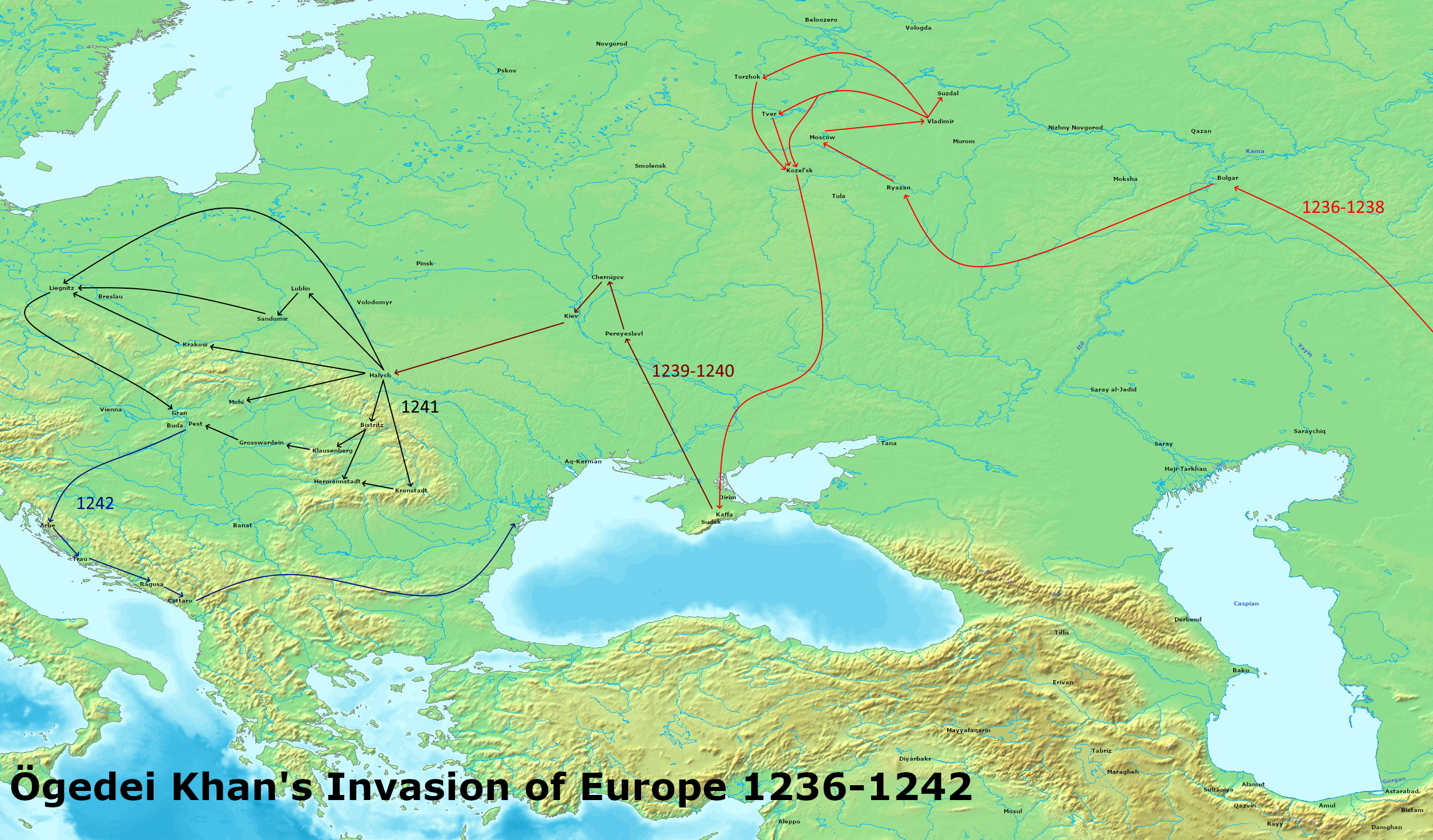
التوسع المغولي في اوروبا وخصوصا بلغاريا وصربيا

أثناء الغزو المغولي لأوروبا، قاد باتو خان وكادان وحدات تومين القتالية المغولية وغزيا صربيا ثم بلغاريا في ربيع عام 1242 بعد هزيمة المجر في معركة موهي ودمرا المناطق المجرية في كرواتيا، ودالماسيا، والبوسنة.
في البداية، تحركت قوات كادان جنوبًا على طول البحر الأدرياتيكي إلى الأراضي الصربية. ثم اتجهت إلى الشرق، وعبرت وسط البلاد – نهبت في طريقها كل شيء – ودخلت بلغاريا، حيث انضم إليها باقي الجيش تحت قيادة باتو. من المحتمل أن تكون الحملة قد بدأت في بلغاريا بشكل رئيسي في الشمال، حيث أشار علماء الآثار على وجود أدلة عن دمار حصل في تلك الفترة. عبر المغول بلغاريا لمهاجمة إمبراطورية القسطنطينية باتجاه جنوبها قبل الانسحاب بالكامل. اضطرت بلغاريا لدفع ضريبة للمغول، واستمر هذا حتى ستينيات القرن الثالث عشر.

## المرجعية
كانت العلاقات بين المجر وصربيا ضعيفة عشية الغزو المغولي. تزوج الملك الصربي ستيفان فلاديسلاف من بيلوسلافا ابنة القيصر إيفان آسين الثاني ملك بلغاريا في عام 1234 في محاولة لتشكيل تحالف مناهض للمجر. بحلول وقت الغزو المغولي، كانت العلاقات جيدة بين المجر وبلغاريا. كان القيصر البلغاري، كاليمان الأول، نسيب الملك المجري، بيلا الرابع، وهو ابن أخت بيلا، آنا ماريا، وإيفان آسين الثاني. بنحو عام 1240، ولمواجهة تهديد الغزو المغولي، دخل المجريين، والبلغار والكومانيين (الدشت القبجاق) في تحالف، كما اتضح وجود مبعوث بلغاري في بلاط بيلا الرابع في تلك السنة.
كان أحد أسباب الغزو المغولي للمجر هو سماح بيلا الرابع للكومانيين باللجوء في أراضيه عندما فروا من غزو المغول لأرضيهم في عام 1239. بعد اغتيال زعيم كومانيا، كوتين، من قبل المجريين المعارضين لسياسة بيلا في 17 مارس 1241، دمر عدد كبير من الكومانيين الريف المجري أثناء التراجع إلى بلغاريا، حيث حصلوا هناك على مأوى لهم. دخلت مجموعة منفصلة من الكومانيين بلغاريا في نفس الوقت تقريبًا، وعبروا البحر الأسود بعد الفتح المغولي لكومانيا، بعد أن رتُبت تسوية مع إيفان آسين. هذا ما كتبه ابن تغري، كاتب من القرن الخامس عشر يعتمد على عمل عز الدين بن شداد المفقود، وهو نفسه كاتب سوري نُفي إلى مصر بعد الفتح المغولي لسوريا. كانت مصادر عز الدين تُعتبر شاهد عيان لبدر الدين بيساري، وهو نفسه كوماني هربت عائلته إلى بلغاريا. كان سلطان مصر المستقبلي، الظاهر بيبرس، ولد في 1227 أو 1228، من بين الذين فروا إلى بلغاريا من المغول. وفقًا لابن تغري، تحول البلغار في وقت لاحق على هؤلاء الكومانيين. أُلقي القبض على بيساري والظاهر بيبرس وأصبحوا عبيدًا في روم. من ناحية أخرى، يبدو أن كومانيين كوتن ضموا أنفسهم إلى الأرستقراطية البلغارية.
ربما كان الدافع وراء قرار المغول مهاجمة بلغاريا بكامل قواتهم باعتباره الهجوم الأولي على المجر: معاقبة البلغاريين على تقديم المساعدة لأعداء المغول.
شملت بلغاريا عام 1242 المنطقة الواقعة شمال جبال البلقان حتى نهر الدانوب السفلي. كان سكانها مختلطين عرقيًا، ويتكونون من البلغاريين الناطقين باللغة السلافية والفلاكيين الناطقين باللغة الرومانسية. أطلق بعض المعاصرين على المنطقة اسم فلاكيا. استقر الرحالة الكومانيين أيضًا في هذه المنطقة في ذلك الوقت. كانت الأسرة الحاكمة منذ عام 1185 هي الأسانيديين، يوجد جدل حول أصولهم العرقية، ولكن على الأرجح كانوا كومانيين وأصبحوا رومانيين في القرن الثاني عشر وسلافيين في القرن الثالث عشر.
في التعامل مع الغزوات المغولية، كان على الكتابّ أيضًا التمييز بين بلغاريا على نهر الدانوب وبلغار الفولغا، التي أطلقوا عليها، على التوالي، «بلغاريا الصغيرة (أو الصغرى)» (بلغاريا ماينور) وبلغاريا «العظمى (أو الكبرى)» (بلغاريا مايور أو ماجنا بلغاريا).